# Adrian Elrick
Adrian Corook Elrick (ur. 29 września 1949 w Wielkiej Brytanii) – nowozelandzki piłkarz, reprezentant kraju.
Przez całą swoją karierę związany z klubem North Shore United
Karierę reprezentacyjną rozpoczął w 1975. W 1982 został powołany przez trenera Johna Adsheada na Mistrzostwa Świata 1982, gdzie reprezentacja Nowej Zelandii odpadła w fazie grupowej. Karierę zakończył w 1984, a w reprezentacji zagrał w 53 spotkaniach i strzelił 1 bramkę.